# シロコ (駆逐艦)
シロコ (Siroco) はフランス海軍の駆逐艦。ブーラスク級。

## 艦歴
1924年3月起工。1925年10月3日進水。1927年就役。
ダイナモ作戦中の1940年5月31日、ダンケルク沖でドイツSボートS-23とS-26の攻撃を受けて魚雷が命中。さらにドイツ軍機による爆撃を受けて沈没した。生存者はコルベット、ウィジョンに166人、トロール船ステラ・ドラド (Stella Dorado) に21人、ウルヴズ (Wolves) に50人が救助された。なお、撃沈された時シロコには乗員180人のほか約750人の兵士が乗っていた。